# Циляншан
Циляншан или хребет Рихтхофен (на китайски: 祁连山 – Qílián shān) е планински хребет в Западен Китай, в провинции Цинхай и Гансу, в северната част на планинската система Наншан. Простира се от северозапад на югоизток на повече от 500 km, максимална височина 5934 m. На северозапад долината на река Сулехъ го отделя от хребета Дасюешан, а на югоизток прохода Дзянъянлин – от хребета Малиншан. Югоизточната част на хребета е проломен от дълбоката долина на река Хъйхъ, горното течение на която го отделя на югозапад от хребета Тхолошан, а средното ѝ течение – от хребета Луншоушан. Склоновете на хребета са асиметрични: северният има дължина до 40 km, а относителното му превишение над т.нар. „коридор Хъси“ достига до 4500 m; дължината на южния му склон е 12 – 15 km, а относителната височина до 2500 m. Билните му части са масивни със средна височина около 5000 m, а проходите лежат на височина 3500 – 4500 m. Изграден е основно от шисти, пясъчници и варовици. В западните му части склоновете му са заети от пустини и сухи степи, а над 4000 m – от високопланински пустини. В по-овлажнените източни части, подложени на отдалеченото въздействие на летния мусон са развити планински пасища върху льосови наслаги. По северните му склонове има участъци от иглолистни гори. За първи път хребета е открит и частично изследван през 1870 г. от германския географ Фердинанд фон Рихтхофен, а през 1894 г. видния руски географ Владимир Обручев допълва изследванията на немския географ и наименува мощния хребет в негова част.